# Munizipalität Wani
Die Munizipalität Wani (georgisch ვანის მუნიციპალიტეტი, Wanis munizipaliteti)  ist eine Verwaltungseinheit (etwa entsprechend einem Landkreis) in der Region Imeretien im westlichen Zentralteil Georgiens.

## Geographie
Verwaltungszentrum der Munizipalität ist die namensgebende Kleinstadt Wani. Die 557 km² große Munizipalität grenzt im Nordwesten an die Munizipalität Samtredia, im Norden an die Munizipalität Zqaltubo und im Osten an die Munizipalität Baghdati, alle ebenfalls in Imeretien. Im Südwesten wird sie von der Munizipalität Tschochatauri in der Region Gurien und im Süden auf einem kurzen Abschnitt von der Munizipalität Adigeni in der Region Samzche-Dschawachetien begrenzt.
Der äußerste Norden der Munizipalität liegt im südöstlichen Teil der Kolchischen Tiefebene, in diesem Bereich auch als Imeretische Tiefebene bezeichnet und in östlicher Richtung von etwa 25 m auf etwa 100 m über dem Meeresspiegel ansteigend. Die Nordgrenze der Munizipalität markiert der durch die Ebene fließende Rioni. Südlich der Tiefebene steigt das Gelände schnell auf über 1000 m Höhe an, und dann allmählich bis zum Hauptkamm des Meschetischen Gebirges, der die Südgrenze der Munizipalität bildet und dort mit dem 2850 m hohen Gipfel des Mepiszqaro seine größte Höhe erreicht. Von dort erstreckt sich ein umbewaldeter, über 2000 m hoher Nebenkamm entlang der Südwestgrenze der Munizipalität nach Norden. Entlang einem Teil der Südostgrenze fließt der linke Chaniszqali-Nebenfluss Zablariszqali. Fast alle Ortschaften liegen im Bereich der Tiefebene am Fuß des Berglandes und dessen Randgebiet sowie in den unteren Talabschnitten der dortigen kurzen linken Rioni-Zuflüsse, wie des Sulori.

## Bevölkerung und Verwaltungsgliederung
Die Einwohnerzahl beträgt 21.200 (Stand: 2021).
Bis 2014 war die Einwohnerzahl mit 24.512 Einwohnern gegenüber der vorangegangenen Volkszählung (34.464 Einwohner 2002) um mehr als ein Viertel gesunken, erheblich über dem Landesdurchschnitt. Zuvor war die Einwohnerzahl bereits seit mindestens den 1930er-Jahren (43.974 Einwohner 1939) fast ständig, allerdings langsamer, zurückgegangen.
Bevölkerungsentwicklung
Anmerkung: Volkszählungsdaten

Die Bevölkerung ist fast monoethnisch georgisch (99,8 %); daneben gibt es eine geringe Zahl von hauptsächlich Russen (Stand 2014).
Die größten Ortschaften neben der Kleinstadt Wani (3744 Einwohner) sind mit jeweils über 1000 Einwohnern die Dörfer Amaghleba, Dichaschcho, Kweda Bswani, Salchino, Schuamta und Zichessulori (2014).
Die Munizipalität gliedert sich in den eigenständigen Hauptort Wani sowie 20 Gemeinden (georgisch temi, თემი beziehungsweise bei nur einer Ortschaft einfach „Dorf“, georgisch sopeli, სოფელი) mit insgesamt 41 Ortschaften, davon einer ohne ständige Einwohner:
| Gemeinde     | Anzahl Ortschaften | Einwohner (2014) |
| ------------ | ------------------ | ---------------- |
| Amaghleba    | 2                  | 1561             |
| Bswani       | 2                  | 1461             |
| Dichaschcho  | 3                  | 1757             |
| Dsuluchi     | 1                  | 418              |
| Gadidi       | 2                  | 199              |
| Gora         | 2                  | 1356             |
| Mtisdsiri    | 2                  | 831              |
| Mukedi       | 2                  | 580              |
| Pereta       | 2 1                | 663              |
| Qumuri       | 3                  | 641              |
| Salchino     | 2                  | 1441             |
| Salominao    | 2                  | 790              |
| Saprassia    | 2                  | 681              |
| Schuamta     | 2                  | 1683             |
| Seda Wani    | 2                  | 1132             |
| Seindari     | 2                  | 1869             |
| Sulori       | 1                  | 702              |
| Tobanieri    | 4                  | 1270             |
| Uchuti       | 2                  | 598              |
| Zichessulori | 1                  | 1135             |

## Geschichte
Das Gebiet gehörte seit dem Zerfall des Königreiches Georgien im 15. Jahrhundert bis in das 19. Jahrhundert faktisch durchgehend zum Königreich Imeretien. Während der Zugehörigkeit Georgiens zum Russischen Reich und bis in die Anfangsjahre der Sowjetunion war es Teil des Ujesds Kutais  des Gouvernements Kutais (Kutais war die in dieser Zeit offizielle Form des Stadtnamens).
1930 wurde dort der Rajon Wani gebildet. Nach der Unabhängigkeit Georgiens wurde der Rajon 1995 der neugeschaffenen Region Imeretien zugeordnet und 2006 in eine Munizipalität umgebildet.

## Verkehr
Durch den Norden der Munizipalität mit dem Verwaltungssitz verläuft als wichtigste Verkehrsverbindung die Nationalstraße Sch13 (შ13) von Samtredia nach Baghdati. Von dieser abzweigend erschließen die kurzen Sch105 (შ105) und Sch106 (შ106) die Orte im Tal des Sulori oberhalb Wani beziehungsweise den äußersten Nordwesten des Gebietes. Am Südostrand der Munizipalität verläuft ein Abschnitt der Sch14 (შ14), die das Meschetische Gebirge auf ihrer Route von Kutaissi in die Munizipalität Adigeni überquert. Direkte Verbindung nach Norden über den Rioni besteht im Bereich der Munizipalität nicht.
Die Munizipalität hat auch keinen direkten Bahnanschluss; die nächstgelegenen Stationen sind nordwestlich Samtredia und nordöstlich Rioni bei Kutaissi, beide an der Strecke Poti – Tiflis (– Baku).